# Bertil Berndtsson-Fors
Bertil Berndtsson-Fors, född 1937 i Åhus, är en svensk konstnär.
Berndtsson-Fors är som konstnär autodidakt och bedrev konststudier under resor till Frankrike, Nederländerna och Italien. Han konst består av målningar i en naturalistisk stil med en mjuk kolorit.

## ällor
- Svenska konstnärer, Biografisk handbok, Väbo förlag, 1987, sid 57, ISBN 91-87504-00-6